# Донго
До̀нго (на италиански: Dongo; на ломбардски: Dungh, Дунг) е малко градче и община в Северна Италия, провинция Комо, регион Ломбардия. Разположено е на 208 m надморска височина, на северозападния бряг на езеро Лаго ди Комо. Населението на общината е 3394 души (към 2017 г.).